# مضاد الهستامين
مضادات الهستامين (بالإنجليزية: Antihistamine)‏ هي الأدوية التي توقف عمل الهستامين سواء عن طريق حصر مستقبلات الهستامين أو بإيقاف صنع الهستامين. تستخدم مضادات الهستامين عادة لعلاج الحساسية.
مضاد الهيستامين، هو أحد المجموعات الدوائية التي - بالاستناد إلى تصنيف 2015 للأدوية- تشمل نوعين: مضاد لمستقبلات الهستامين من النوع الأول H1، ومضاد لمستقبلات الهيستامين من النوع الثاني H2. مضادات مستقبلات الهيستامين من النوع الأول تُستخدَم لعلاج أعراض الحساسيّة في الأنف (مثل: الحكّة، سيلان الأنف، والعطاس) ولها استخدام غير رسميّ في علاج الأرَق. في بعض الأحيان، تُستخدَم لعلاج داء الحركة والدوار الناتج عن اضطرابات الأذن الداخلية.
مضادات مستقبلات الهيستامين من النوع الثاني تُستَخدَم لعلاج مشاكل الحموضة في المَعِدَة (مثل: القرحة الهضميّة والارتداد المريئيّ). مضادّات الهيستامين تعمل عن طريق الارتباط بمستقبلات الهيستامين من النوع الأوّل الموجودة على الخلايا الصارية و العضلات الملساء، والخلايا المبطنّة للأوعية الدمويّة، وخلايا خاصّة في الدماغ، وعن طريق الارتباط بمستقبلات الهيستامين من النوع الثاني الموجودة في القناة الهضميّة، خاصة في المعدة.

## الاستخدامات الطبيّة
الهستامين ينتج زيادة نفاذيّة الأوعية الدمويّة، ما يساعد السائل للهروب من الشعيرات الدموية إلى الأنسجة، الأمر الذي يؤدّي إلى الأعراض الكلاسيكيّة للحساسية - سيلان الأنف والعينين. الهستامين أيضًا يُعزِّز تشكل الأوعية الدموية. مضادات الهستامين تمنع الانتفاخ (التورم)، وتوسع الأوعية الدموية الناتجين استجابةً للهستامين، عن طريق منع ارتباط الهيستامين مع مستقبلاته على الأعصاب والعضلات الملساء الوعائية، الخلايا الغدية، البطانة، والخلايا البدينة. بذلك فإنها تكون كالمضاد التنافسي للهيستامين. وتثبّط الحكّة والعطس من خلال عمل مضادات الهيستامين على تثبيط المستقبلات على الأعصاب الحسيّة الأنفية 

## الأنواع

### مضادات الهستامين من النوع الأول H1
في الاستعمال الشائع، يشير مصطلح مضادّات الهيستامين إلى المضادات التي تمنع عمل مستقبلات الهيستامين من النوع الأوّل (وليس النوع الثاني وغيره من الأنواع).
بدلًا من «المضادّ» الحقيقيّ، مضادات الهيستامين من النوع الأول، هي في الواقع منبّهات عكسيّة على مستقبلات الهيستامين من النوع الأوّل. سريريًا، مضادّات الهيستامين من النوع الأوّل تستخدم لعلاج أعراض الحساسية. النعاس عرض من الأعراض الجانبيّة لهم، وبعض مضادّات الهيستامين مثل ديفينهيدرامين ودوكسيلامين تٌستخدم لعلاج الأرق. مضادّات الهيستامين من النوع الثاني، تعبُرُ حاجز الدّم في الدّماغ بدرجة أقلّ من مضادّات الهيستامين من النوع الأول. فائدتها الرئيسيّة هي تأثيرها على مستقبلات هيستامين الطرفيّة، وبالتالي تسبّب النعاس بشكل أقلّ. ومع ذلك، جرعات كبيرة منها تؤدي إلى تحفيز الدوخان من خلال الجهاز العصبيّ المركزيّ.
أمثلة على مضادّات الهيستامين من النوع الأوّل:
- أكريفاستين (Acrivastine)
- آزيلاستين (Azelastine)
- بيلاستين (Bilastine)
- بروموفينارامين (Brompheniramine)
- بكلايزين (Buclizine)
- برومودايفينهايدرامين (Bromodiphenhydramine)
- كاربينوكسامين (Carbinoxamine)
- سيتريزين (Cetrizine) (Zyrtec، مستقلب عن الدواء الأولي
- هايدروكسيزين Hydroxyzine)
- كلوربرومازين (Chlorpromazine)
- سايكليزين (Cyclizine)
- كلورفينامين (Chlorphenamine)
- كلوريدايفينهايدرامين (Chlorodiphenhydramine)
- كليماستين (Clemastine)
- سايبروهيبتادين (Cyproheptadine)
- ديسلوراتادين (Desloratadine)
- ديكسبرومفينيرامين (Dexbrompheniramine)
- ديكسكلورفيننيرامين (Dexchlorpheniramine)
- دايمنهايدرينات (Dimenhydrinate) (استخدامه الشائع لمنع الاستفراغ)
- دايمتيندين (Dimetindene)
- دايفينهايدرامين (Diphenhydramine)(Benadryl بينادريل)
- دوكسيلامين (Doxylamine) (يستخدم بدون وصفة طبية كمنوم)
- إيباستين (Ebastine)
- إيمبرامين (Embramine)
- فيكسوفينادين (Fexofenadine) (Allegra اليجرا)
- هيدروكسيزين (Hydroxyzine) (Vistaril فيزتاريل)
- ليفوسيتريزين (Levocetrizine)
- لوراتادين (Loratadine) (Claritin كلاريتين)
- ميكلوزين (Meclozine) (استخدامه الشائع لمنع الاستفراغ)
- ميرتازابين (Mirtazapine) (يستخدم لعلاج الاكتئاب، ولمنع الاستفراغ ولتحفيز الشهية)
- أولاباتادين (Olopatadine) (استخدام موضعي)
- أورفينادرين (Orphenadrine) (يشبه دايفينهايدرامين كمرخي عضلات وضد مرض الباركينسون)
- فينيندامين (Phenindamine)
- فينيرامين (Pheniramine)
- فينيلتولوكسامين (Phenyltoloxamine)
- بروميثازين (Promethazine)
- بيريلامين (Pyrilamine)
- كويتيابين (Quetiapine) (مانع للأمراض العقلية؛ الاسم التجاري Seroquel سيروكويل)
- روباتادين (Rupatadine)
- ترايبيلانامين (Tripelenamine)
- ترايبروليدين (Triprolidine)

### مضادّات الهيستامين من النوع الثاني
مضادّات الهيستامين من النوع الثاني، مِثل مضادات الهيستامين من النوع الأوّل؛ هي أيضًا منبّهات عكسيّة وليست مضادّات حقيقيّة. تعمل هذه المضادّات على مستقبلات الهيستامين من النوع الثاني الموجودة في الخلايا الجداريّة في الغشاء المخاطيّ للمعدة، والتي تعتبر جزءاً من مسار الإشارات الذاتية لإفراز حمض المعدة. عادة، يعمل الهيستامين على تحفيز إفراز الحمض بالعمل على مستقبلات هيستامين من النوع الثاني؛ وبالتالي، الأدوية التي تمنع الإشارات المرسلة من مضادّات هيستامين من النوع الثاني تقلّل إفراز حمض المعدة. مضادّات الهيستامين من النوع الثاني تُعَدّ الخطّ الأوّل لعلاج أمراض الجهاز الهضميّ بما في ذلك القرحة الهضميّة ومرض الارتداد المعوي المريئيّ. تتوفّر بعض الأدوية بدون وصفة طبية. معظم الأعراض الجانبيّة هي نتيجة تفاعلات غير مقصودة مع مستقبلات أخرى. سيميتيدين، على سبيل المثال يعمل على تثبيط مستقبلات هرمون التستسترونTestosterone ودي اش تي DHT عند استخدامه بجرعات عالِيَة.
أمثلة على ذلك تشمل:
سيميتيدين (Cimetidine)
فاموتيدين (Famotidine)
لافوتيدين (Lafutidine)
نيزاتيدين (Nizatidine)
رانيتيدين (Ranitidine)
روكساتيدين (Roxatidine)
تيوتيدين (Tiotidine)

## أبحاث
هذه هي عوامل تجريبيّة، وليس لديهم بعد استخدام سريريّ محدد، رغم أن عددًا من العقاقير يستخدم حاليّا في التجارب على الإنسان. مضادّات الهيستامين من النوع الثالثH3 لها دور منبه وتأثير منشّط للذهن، ويجري عليها التحقيق لعلاج أمراض مثل مرض نقص الانتباه مع فرط النشاط ADHD، ومرض الزهايمر، ومرض انفصام الشخصية. أمّا مضادات هيستامين من النوع الرّابع H4 فلها دور مناعي، ويجري عليها التحقيق كأدوية مضادّة للالتهاب وأدوية مسكّنة للألم.

### مضادّات الهيستامين من النوع الثالثH3
مضادّات الهيستامين من النوع الثالث تُعتَبَر من تصنيف العقاقير المستخدَمة لمنع عمل الهيستامين على مستقبلات هيستامين من النوع الثّالث. خلافًا لمضادات الهيستامين من النوعين الأول والثاني، والتي لديها وظيفة طرفية، ولكنها تُسبِّبُ النعاس إذا كانت ممنوعة من الدماغ، مضادّات هيستامين من النوع الثالث موجودة في الغالب في الدماغ، وهي مستقبلات ذاتيّة مثبّطة موجودة في النهايات العصبية الهيستيمانية، التي تعدل إفراز الهيستامين. إفراز الهيستامين في الدماغ يحفّز الإفراز الثانوي للناقلات العصبية المُثيرة؛ مثل الجلوتومات Glutamate، الاستيل كولين Acetylcholine، عن طريق تحفيز مستقبلات هيستامين من النوع الأول الموجودة في القشرة المُخيّة. خلافا للمضادّات الهيستامين من النوع الأوّل التي تُسبّب النعاس، فإنّ مضادّات الهيستامين من النوع الثّالث تعمل على تنشيط وتنبيه الذِّهن، ويتمّ عمل أبحاث عن كونها أدوية لعلاج الحالات العصبيّة مثل مرض الزهايمر.
أمثلة على مضادّات الهيستامين من النوع الثالث:
- كلوبينبروبيت (Clobenpropit)

ABT-239 ],
- سيبروكسيفان (Ciproxifan) [6]
- كونيسين (Conessine)

• A-349,821 
- ثيوبيرامايد (Thioperamide)

## مضادات الهيستامين من النوع الرابع
- ثيوبيرامايد (Thioperamde)
- JNJ7777120
- VUF-6002

## مضادات الهيستامين الشاذة
إنّها تمنع النشاط الأنزيمي للحامض الأميني هيستادين ديكاربوكسيليز Histidine decarboxylase:
- ترايتوكوالين (Tritoqualine)
- كاتيكين (Catechine)

## مثبتات الخلايا الصارية
ويبدو أنّ مثبّتات الخلايا الصارية تعمل على استقرار الخلايا الصارية لمنع إفراز الوسيط الداخلي منهم. لا تصنف هذه الأدوية عادة كمضادات الهستامين، ولكن لديها استعمالات مماثلة. ومن الأمثلة على ذلك:
- كرومولين (Cromolyn Sodium)
- نيدوكروميل (Nedocromil)
- مماثلات عمل بيتا (Beta-agonists)